# Betty Tola
Ana Beatriz Tola Bermeo (Cuenca, 22 de diciembre de 1965) es una política ecuatoriana.

## Biografía
Nació el 22 de diciembre de 1965 en Cuenca, provincia de Azuay. Realizó sus estudios superiores en la Universidad de Cuenca, donde obtuvo el título de ingeniera comercial y un diplomado en población y desarrollo local. También realizó un diplomado en género y políticas públicas en la Facultad Latinoamericana de Ciencias Sociales de Argentina.
Inició su vida política como parte del Grupo Democracia y Desarrollo Local (GDDL).
En 2007 fue elegida como representante de la provincia de Azuay para la Asamblea Constituyente de Montecristi por el movimiento oficialista Alianza PAIS. Durante su tiempo en la Asamblea formó parte de la mesa de modelo de desarrollo. Una vez finalizada la Constituyente pasó a formar parte de la Comisión Legislativa y de Fiscalización, más conocida como "Congresillo", donde dirigió la mesa de participación social.
En 2010 fue nombrada secretaria nacional del migrante. Un año después asumió el cargo de ministra coordinadora de la política y gobiernos autónomos.
En agosto de 2012 renunció a su cargo luego de que el presidente Rafael Correa la responsabilizara de cambios introducidos en las reformas a la ley de héroes y heroínas que él consideró como inconstitucionales. Sin embargo, en noviembre del mismo año fue reincorporada al mismo puesto.
Dejó el cargo en marzo de 2014 tras el revés electoral que sufrió el movimiento Alianza PAIS en las elecciones seccionales del mismo año, aunque el presidente Correa negó que ese fuera el motivo.
En mayo de 2014 fue nombrada ministra de inclusión económica y social, en reemplazo de Doris Soliz, quien renunció tras ser nombrada secretaria ejecutiva de Alianza PAIS. Salió del cargo luego del Terremoto de Ecuador de 2016 y su puesto pasó a la entonces asambleísta Lídice Larrea.